# 石井まゆみ
石井 まゆみ（いしい まゆみ、12月15日 - ）は、日本の漫画家。静岡県三島市出身。東京都在住。
1980年、「透き色にまぶしくて」で第19回少女フレンド・なかよし新人まんが賞佳作を受賞し、『月刊ハローフレンド』（講談社）1980年9月号に掲載されデビュー。以後、同誌や『週刊少女フレンド』（講談社）などに作品を発表。1990年代前半から『Me』や『Kiss』（いずれも講談社）などのレディースコミック誌に活動の場を移し、その後、『エレガンスイブ』（秋田書店）や『コーラス』（集英社）などにも作品を掲載。1996年に発表した「ロッカーのハナコさん」は、2002年と2003年にテレビドラマ化された。代表作は「ロッカーのハナコさん」、「キャリア こぎつね きんのもり」シリーズなど。
1990年代前半から、漫画家の富永裕美、谷地恵美子と交流があり、家が隣同士で共に散歩や旅行に出かけるなど親交が厚い。

## 作品リスト
講談社
- マンハッタンに抱かれて（1982年、全1巻）
- 気まぐれマロン（1983年、全1巻）
- 風よきいて!（1984年、全1巻）
- ニューヨークららばい（1984年、全1巻）
- ハロー! アリス（1984年、全1巻）
- あこがれコレクション（1985年、全2巻）
- も・すこし・まってネ!（1986年、全1巻）
- プロポーズ（1986年、全1巻）
- 5番街でつかまえて（1986-1987年、全2巻）
- B☆Gプロモーション（1987年、全1巻）
- びんばりハイスクール（1988-1989年、全6巻）
- その少女"希夜良"（1990年、全1巻）
- 「好き!」を100万回（1991年、全1巻）
- 先生は良いコ（1991年、全1巻）
- 情熱に届かない（1992年、全1巻）
- セクシーポーズで決めて（1992年、全1巻）
- 大人になる時間（1992年、全1巻）
- ジェラシーを止めて（1993年、全1巻）
- 珈理子とカルシウム（1993年、全1巻）
- ごきげんなボロボロ（1993年、全1巻）
- 猫の101の愛し方（1994年、全1巻）
- 週末に花束を抱いて（1994年、全1巻）
- 想い出よりもせつなくて（1994年、全1巻）
- キスをひとつ届けてくれ（1995年、全1巻）
- いつか好きだと言って（1995年、全1巻）
- 世紀末ラヴァーズ（1996年、全1巻）
- 海星は今夜も待っている（1997年、全1巻）
- 女神が降りる街（1996年、全1巻）
- 胸の奥のリズム・プリズム（1998年、全1巻）
- 石井まゆみ Best Selection（2002-2003年、全2巻）

秋田書店
- きみが思うよりずっと（1995年、全1巻）
- 今 感じていることを（1997年、全1巻）
- 誰かの胸で泣く夜も（1998年、全1巻）
- 恋人は森にいる（1998年、全1巻）
- 絶対したい純愛!（2001年、全1巻）
- 好きの実 嫌いの根（2003年、全1巻）
- 誘う夜（2006年、全1巻）
- 石井まゆみ 恋愛傑作選〜今 感じていることを〜(2016年、全1巻)
- 我が名はミセス（2010年、全1巻）
- マダム、完全犯罪はお好きでしょう？（『Eleganceイブ』2022年3月号[3] - 2023年9月号[4]、全4巻）
- Villainな奥さま（『Eleganceイブ』2025年1月号[5] - 、既刊1巻）

集英社
- フラッシュ・バック（1999年、全1巻）
- SORAのHARUKA（1999年、全1巻）
- ロッカーのハナコさん（1997-1999年、全5巻・文庫全4巻）
- 夜を往くひと（2000年、全1巻）
- 使い捨てドラゴン（2000年、全1巻）
- ガーゴイルの娘（2001年、全1巻）
- ロッカーのハナコさん 外伝（2002年、全1巻）
- 新ロッカーのハナコさん（2002-2004年、全3巻）
- 未だ未（2003-2004年、全2巻）
- キャリア こぎつね きんのもり（2004-2007年、全5巻）
- ボンクレー☆ショーガッツ（2007-2008年、全3巻）
- キャリア こぎつね きんのまち（2009-2011年、全6巻）
- 歌うたいの黒うさぎ（2012年-2016年、全10巻）
- 闇闇来るり（2012年、全1巻）
- グッド・ちょっと・パーフェクト（2016年-2018年、全4巻）
- 歌うたいの黒兎（『YOU』2018年6月号[6] - 11月号[7]→『ザ マーガレット』2019年2月号[8] - 2021年春号[9]、全6巻）

小学館
- 王家の蝶（2004年、全1巻）